# جان تمس
جان تمس (انگلیسی: John Tams؛ ‏ ۱۶ فوریهٔ ۱۹۴۹) بازیگر، ترانه‌سرا، خواننده، تهیه‌کننده موسیقی، موسیقی‌دان و آهنگساز اهل بریتانیا است.
از فیلم‌ها یا مجموعه‌های تلویزیونی که وی در آن‌ها نقش داشته‌است، می‌توان به شارپ اشاره نمود.